# Psophia viridis
Psophia viridis là một loài chim trong họ Psophiidae.